# Yamba (Burkina Faso)
Pour les articles homonymes, voir Yamba.
Cet article concerne le village chef-lieu. Pour le département et la commune rurale, voir Yamba (département).
Yamba est un village du département et la commune rurale de Tibga, dont il est le chef-lieu, situé dans la province du Gourma et la région de l’Est au Burkina Faso.

## Géographie

### Situation et environnement
Yamba est situé à 25 km au nord de Fada N’Gourma, le chef-lieu de la province et de la région, et à 220 km à l’est de Ouagadougou.

### Démographie
- En 2006, le village comptait 4 652 habitants recensés[1].

## Transports
Le village est à 10 km à l’est de Nayouri et de la route nationale 18.

## Santé et éducation
Yamba accueille un centre de santé et de promotion sociale (CSPS).